# Hannah Millsová
Hannah Louise Millsová, OBE (29. února 1988 Cardiff) je bývalá britská profesionální jachtařka. S dvěma zlatými a jednou stříbrnou medailí je nejúspěšnější jachtařkou olympijské historie.
Začala závodit v Cardiff Sailing Centre, když jí bylo osm let. Roku 2001 se stala britskou mistryní ve třídě Optimist a v roce 2006 s Peggy Websterovou vyhrály světový šampionát třídy 420. V juniorské kategorii zvítězila na mistrovství Evropy (2007) i světa (2008). V roce 2012 se spolu se Saskií Clarkovou staly ve třídě 470 mistryněmi světa a na olympiádě obsadily druhé místo. Na Letních olympijských hrách 2016 Millsová a Clarková zvítězily a na Nový rok 2017 jim byl udělen Řád britského impéria. 
Po olympiádě začala Millsová jezdit s Eilidh McIntyreovou a zvítězily na světovém šampionátu v roce 2019. Na Letních olympijských hrách 2020 byla vlajkonoškou britské výpravy a spolu s Eilidh McIntyreovou získala zlatou medaili.
V letech 2016 a 2021 získala cenu Světová jachtařka roku. V prosinci 2021 oznámila ukončení sportovní kariéry.